# Đuôi cá voi

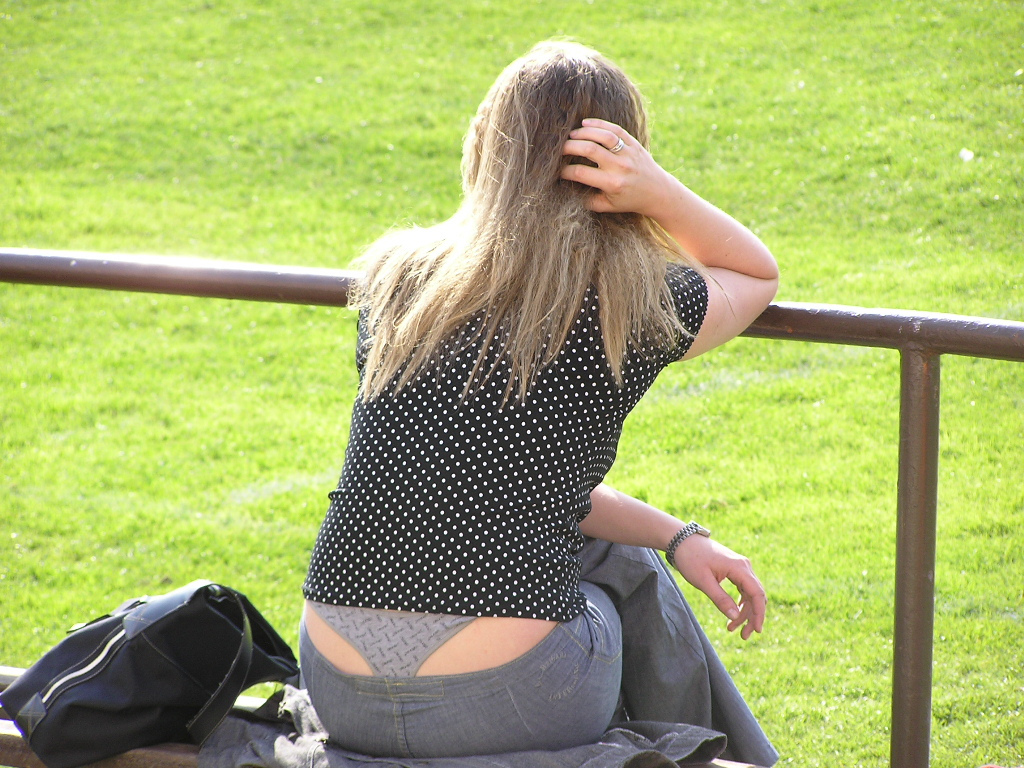
Một phụ nữ ăn mặc kiểu Đuôi cá voi

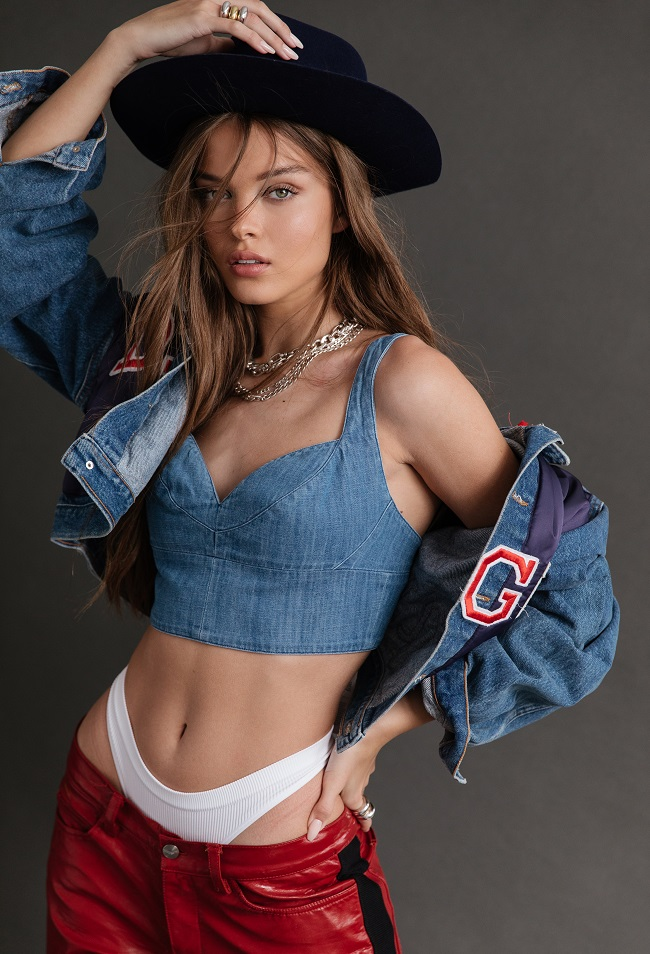
Một người mẫu trình diễn thời trang Đuôi cá voi

Đuôi cá voi (Whale tail) là một từ lóng chỉ về phần phía sau hình chữ Y của quần lọt khe (quần lót dây Thong) hoặc quần lót G-string khi nhìn thấy phía trên vòng eo của quần cạp trễ, quần đùi hoặc váy mà hình dáng lộ tra trông giống cái đuôi của con cá voi. Thuật ngữ này chỉ về xu hướng ăn mặc được phổ biến từ cách ăn mặc của một số nữ minh tinh như Amy Dumas, Christina Aguilera, Victoria Beckham, Mariah Carey, Paris Hilton và Britney Spears, việc khoe phần đuôi cá voi trở nên phổ biến vào đầu những năm 2000, cùng với sự phổ biến của quần jean cạp trễ và quần lót lọt khe. Quần cạp trễ chẳng hạn như quần jean cạp trễ hoặc quần ôm sát hông (quần bó) và quần cạp trễ khiến phần đuôi cá voi lộ ra nhiều hơn. Xu hướng này cũng gắn liền với xu hướng xăm hình thể thao ở phần lưng dưới. Từ lóng Đuôi cá voi này đã được American Dialect Society bình chọn là "từ sáng tạo nhất" (most creative word) của năm 2005 vào tháng 1 năm 2006.
Sự phổ biến ngày càng tăng của quần jean cạp trễ đã dẫn đến sự xuất hiện ngày càng nhiều của áo lọt khe vào đầu những năm 2000. Ban đầu xu hướng này được thể hiện của WWE với nữ đô vật Amy Dumas vào đầu năm 2000, những người khác như Britney Spears đã được miêu tả là nhân tố chính góp phần vào sự phổ biến của xu hướng Đuôi cá voi. Màn trình diễn Đuôi cá voi của cô ấy đã được nhắc đến trong những cuốn sách văn học sáng tạo như "Married to a Rock Star" của Shemane Nugent, "Thong on Fire" của Noire, The Magical Breasts of Britney Spears của Ryan G. Van Cleave và Off-Color của Janet McDonald. Thời báo The Oregonian một tờ báo Portland, Oregon, đã đăng tin rất nhiều vào năm 2004 loan báo rằng rất nhiều Đuôi cá voi đã trở thành một thứ gây xao nhãng trong khuôn viên trường. Nhà bình luận xã hội Ann C. Hall đã xác định xu hướng ăn mặc Đuôi cá voi trong khuôn viên trường này là "sự giao thoa rõ ràng giữa thời trang hàng ngày trong khuôn viên trường học và phim khiêu dâm mức độ nhẹ". Xu hướng quần áo nhiều lớp vào đầu những năm 2000 một phần được dẫn dắt theo phong cách Đuôi cá voi kết hợp quần jean ôm sát hông, crop top và thong cạp cao được những người nổi tiếng phổ biến.